# Malta bizantina

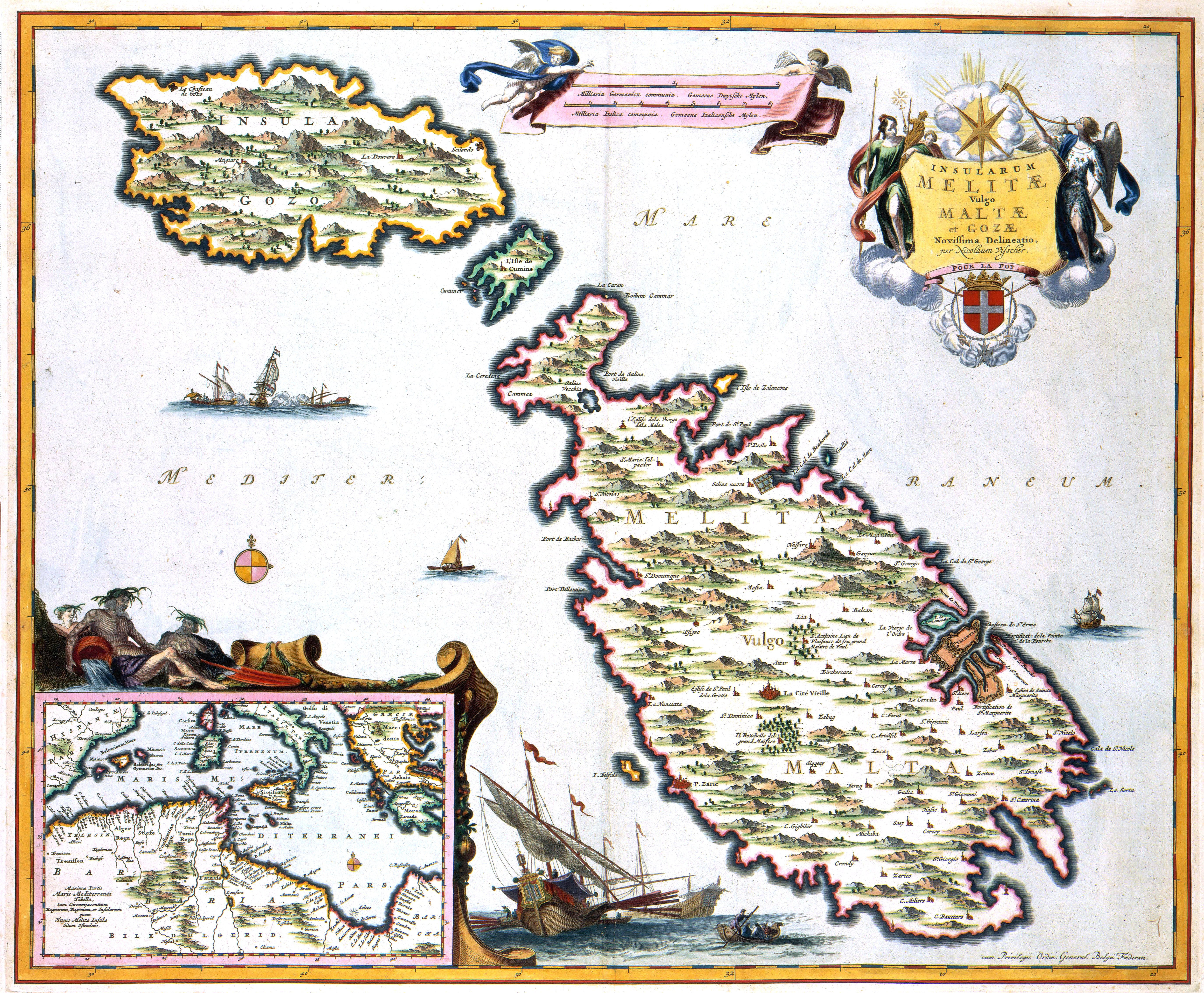
Malta

Malta foi governada pelo Império Bizantino, desde a época da conquista bizantina da Sicília em 535-6 até 869-870, quando as ilhas foram ocupadas pelos árabes. As evidências dos três séculos de domínio bizantino em Malta são muito limitadas e às vezes ambíguas. Os historiadores teorizam que Malta bizantina foi exposta aos mesmos fenômenos que afetaram o Mediterrâneo Central, nomeadamente um afluxo considerável de colonos gregos e de cultura helênica, mudanças administrativas provocadas pela reorganização da Sicília ao longo das linhas de um tema bizantino, e uma atividade naval significativa no Mediterrâneo após a ascensão do Islã.
As fontes bizantinas são escassas nas ilhas maltesas, embora um punhado de registros as agrupem como o nominal Gaudomelete, (em grego clássico: Γαυδομελέτη), um termo que aparece pela primeira vez nos Atos pseudoepigráficos de Pedro e Paulo. As ilhas eram um lugar de rebaixamento e exílio. Com a expansão muçulmana no Norte de África, Malta passou de uma base militar e posto comercial que ligava a Sicília e as outras possessões bizantinas na península italiana ao Exarcado de África, para um satélite periférico e posto de guarda de Sicília bizantina, (grego: θέμα Σικελίας, Thema Sikelias).
Os historiadores concluíram que Malta desempenhou um papel estratégico limitado no Império Bizantino. A subsequente conquista árabe levou a uma ruptura completa entre a era bizantina e os períodos posteriores. Embora existam estudos sobre a alegada sobrevivência bizantina ou cristã, a escassez de provas implica um argumento fraco para um legado bizantino duradouro em Malta.